# مارك سيبلي
مارك سيبلي (بالإنجليزية: Mark Sibley)‏ مواليد 13 نوفمبر 1950، هو لاعب كرة سلة أمريكي معتزل. بدأ مسيرته الاحترافية في سنة 1973. تم اختياره من قبل فريق شيكاغو بولز خلال الدرافت. حمل الرقم 11. يبلغ طوله 6 قدم 2 بوصة (1.9 م). اعتزل اللعب في 1974.

## روابط خارجية
- مارك سيبلي على موقع إن بي أي (الإنجليزية)
- مارك سيبلي على موقع سبورتس رفرنس (الإنجليزية)
- مارك سيبلي على موقع كلية كرة السلة في سبورتس رفرنس.كوم (الإنجليزية)
- مارك سيبلي على موقع ريلجم (الإنجليزية)
- مارك سيبلي على موقع بروبوليرز (الإنجليزية)